# Sverker Olofsson
Bo Sverker Alf Olofsson, född 14 april 1947 i Vännäs, Västerbotten, är en svensk tidigare programledare vid SVT Umeå. Han är mest känd via sitt långa programledarskap för TV-programmet Plus.

## Biografi

### Uppväxt
Olofsson gick reallinjen vid Östra gymnasiet i Umeå, vilket han ångrat i efterhand då han hellre velat läsa något samhällsorienterat. Därefter studerade han från 1969 litteraturhistoria, nordiska språk och filmvetenskap vid Umeå universitet. Samtidigt var han Sveriges Radios kontaktperson i Vännäs och bevakade vad som hände på orten samt började så småningom själv delta vid sändningen av de regionala morgonnyheterna i P4 Västerbotten.

### Plus
År 1987 började Olofsson arbeta på Sveriges Television. Han var programledare för SVT:s konsumentmagasin Plus mellan 1987 och 2010 (med undantag för vårsäsongen 2007). Det är för övrigt ett av de program i TV-världen som letts längst av samma programledare. Det första Plus sändes 22 oktober 1987. Från Olofssons långa arbete med programmet har ordet sverka vuxit fram. Dess innebörd är "klaga på inköpt vara som man är missnöjd med" och lanserades som nyord 2006.. Till Aftonbladet har Olofsson sagt att han uppskattar ordet och hoppas att fler använder det. Ett utmärkande inslag i TV-programmen har varit avslutningarna där han tagit en vara som kritiserats i programmet och slängt denna i en soptunna. Den 26 februari 2010 meddelades att han efter vårsäsongen 2010 ville sluta som programledare för Plus och den 20 maj 2010 sändes det sista Plus med Olofsson som programledare. Programserien fortsatte dock hösten 2010 i ny tappning och med nya programledare.

### Andra TV-program
Under 2002 respektive 2006 ledde han SVT-programmet Karavanen, som var en del av kanalens valbevakning. Han har även varit programledare för Nattöppet och Dina frågor samt framträtt i programmet 24 Konsument på SVT 24. Till hösten 2010 meddelades att han skulle leda ett okänt intervjuprogram där han intervjuar makthavare. Den 28 september 2010 var det premiär för Olofssons nya intervjuprogram Sverker rakt på.
2025 rapporterade Olofsson från en direktsändning i SVT av flytten av Kiruna kyrka.

### Familj
Sverker Olofsson är far till TV-programledaren Linda Olofsson.

## Utmärkelser
Olofsson tilldelades Centrum för lättlästs pris Det lätta priset 1997.
Sedan starten 1998 har Olofsson varit programledare och utfrågare vid Medicinska fakultetens årliga evenemang Forskningens Dag vid Umeå universitet, vilket ledde till att Olofsson den 29 oktober 2005 promoverades till medicine hedersdoktor vid medicinska fakulteten vid Umeå universitet.
2003 fick han Publicistklubbens stora pris och den 26 november 2009 tilldelades han Lukas Bonniers Stora Journalistpris med motiveringen: "För att han aldrig ger sig".